# Roulé
Roulé (tiếng Pháp: roulé, n.đ. 'lăn') là một hãng thu âm của Pháp được thành lập vào năm 1995 bởi Thomas Bangalter, cựu thành viên của Daft Punk. Roulé có một nhãn hiệu phụ mang tên Scratché (tiếng Pháp: scratché, n.đ. 'xước') cho đến nay mới chỉ phát hành một đĩa đơn, do Buffalo Bunch (Paul de Homem-Christo và Romain Séo) sản xuất.

## Lịch sử

### 1995–1998: Khởi đầu
Năm 1995, Bangalter phát hành Trax On Da Rocks, đĩa mở rộng đầu tiên trên nhãn. Đĩa bao gồm "What To Do", được đưa vào bộ phim Climax năm 2018.
Năm 1997, Alan Braxe phát hành "Vertigo" sau khi gặp Bangalter trong một hộp đêm, bao gồm một bản phối lại của Bangalter có tên là "Virgo Edit". Một năm sau, Roy Davis Jr phát hành "Rock Shock", bao gồm một bản phối khác của Bangalter được gọi là "Start-Stop Mix."

### 1998 - 2003: "Music Sounds Better With You" và gián đoạn
Sau khi phát hành "Vertigo", Braxe đã biểu diễn tại Câu lạc bộ Rex ở Paris, với Bangalter trên đàn điện tử và Benjamin Diamond về giọng hát. Họ đã sáng tác phiên bản đầu tiên của "Music Sounds Better with You" cho buổi biểu diễn, sử dụng sample từ bài hát "Fate" năm 1981 của Chaka Khan. Sau khi chỉnh sửa lại, "Music Sounds Better with You" được phát hành vào năm 1998, dành hai tuần trên bảng xếp hạng Billboard Hot Dance/Disco Club Play ở vị trí số 1.
Cùng năm đó, Bangalter phát hành Trax On Da Rocks Vol. 2, đạt vị trí thứ 83 trong hai tuần trên Official Singles Chart Top 100.
Năm 1999, Romanthony phát hành "Hold On", trước đó đã được phát hành trên hãng đĩa Black Male Records vào năm 1994. Phiên bản Roulé bao gồm hai bản phối lại khác với phiên bản Black Male.

### 2012 - 2018: Phát triển sau này và thanh lí tài sản
Năm 2012, Trax On Da Rocks được phát hành lại, phục hồi nhãn hiệu này trong một thời gian ngắn.
Vào tháng 12 năm 2018, Roulé chính thức thanh lí tài sản.

## Tầm ảnh hưởng
Roulé đã được mô tả là một nhãn hiệu nhạc house của Pháp có ảnh hưởng sẽ "thu hút khán giả mãi về sau", với những bản nhạc "nằm trong số những bản nhạc house có sức lan tỏa mạnh mẽ nhất".

Mặc dù hãng đã tồn tại từ năm 1995 và đã phát hành một số đĩa mở rộng, Roulé mới chỉ phát hành một đầu album: nhạc phim Irréversible. Trong một cuộc phỏng vấn, Bangalter từng nói:
| “ | Roulé chưa bao giờ thực sự là một "nhãn hiệu". Nó giống với một đầu ra, nơi có một đĩa ra mắt hàng năm hoặc lâu hơn. Tôi chưa bao giờ lập kế hoạch cho nó và tôi sẽ không bao giờ. Nó chỉ là một cái gì đó tồn tại. Tôi biết là với Guy-Manuel, Crydamoure giống một nhãn hiệu hơn. | ” |

## Các nghệ sĩ
- Alan Braxe
- DJ Falcon
- Roy Davis Jr.
- Romanthony
- Stardust
- Thomas Bangalter
- Together

## Danh sách đĩa nhạc
- Roulé 301: Thomas Bangalter - Trax on Da Rocks - On Da Rocks / Roulé Boulé / What To Do / Outrun / Ventura [1995]
- Roulé 302: Thomas Bangalter - Spinal Scratch - Spinal Scratch / Spinal Beats [1996]
- Roulé 303: Alan Braxe - Vertigo - Vertigo / Vertigo (Virgo Edit) [1997]
- Roulé 304: Roy Davis Jr. - Rock Shock - Rock Shock / Rock Shock (Thomas Bangalter's Start-Stop Mix) [1998]
- Roulé 305: Stardust - Music Sounds Better with You [1998]
  - Roulé 305 RMX: Stardust - Music Sounds Better With You Remixes - Bibi & Dimitri Anthem from Paris Mix / DJ Sneak's 32 on Red Dub Mix / Chateau Flight Remix / DJ Sneak's 32 on Red Mix [1998]
- Roulé 306: Thomas Bangalter - Trax on Da Rocks Vol. 2 - Club Soda / Extra Dry / Shuffle! / Colossus / Turbo [1998]
- Roulé 307: Romanthony - Hold On - Classic Vocal / R&B Vocal / Got A Grip Dubb [1999]
- Roulé 308: DJ Falcon - Hello My Name Is DJ Falcon - First / Honeymoon / Untitled / Unplugged [1999]
- Roulé 309: Thomas Bangalter - Outrage - Outrage / Night Beats / Paris By Night [2003]

### Together
Together là một nhóm nhạc bao gồm DJ Falcon và Thomas Bangalter, và chỉ phát hành hai đĩa đơn:
- TOGETHER: Together - Together [2000]
- TOGETHER 2: Together - So Much Love To Give [2002]

### Scratché
- Scratché 701: The Buffalo Bunch - Buffalo Club - Buffalo Club / Buffalo Beats [1998]

### Album
- Roulé LP 01: Irréversible (Original Soundtrack From The Motion Picture) [2002]